# 3injo
3injo (3인조?, 3人組?, titolo internazionale Trio) è un film del 1997 diretto da Park Chan-wook.